# Tom Kiernan
Pour les articles homonymes, voir Kiernan.
Pas d'image ? Cliquez ici

a Compétitions nationales et continentales officielles uniquement.

b Matchs officiels uniquement.
Tom Kiernan, de son vrai nom Thomas Joseph Kiernan, né le 7 janvier 1939 à Cork et mort le 3 février 2022, est un joueur de rugby à XV évoluant au poste d'arrière, ayant joué avec l'équipe d'Irlande et les Lions britanniques et irlandais.

## Biographie
Il dispute son premier match international le 13 février 1960 contre l'équipe d'Angleterre à Twickenham. Tom Kiernan est 28 fois capitaine de l'équipe d'Irlande. Il dispute 54 matchs avec l'équipe nationale à une époque où les matchs de tournée sont rares et le Tournoi le seul championnat. Son meilleur match est peut-être la victoire de l'Irlande à Twickenham 18 à 5.
Au moment de sa retraite, il est le joueur irlandais le plus capé, le capitaine à disputer le plus de matchs à ce titre, et le meilleur réalisateur avec 158 points. Son dernier match international a lieu contre l'équipe d'Écosse le 24 février 1973.
Il dispute quatre test matchs avec les Lions britanniques en 1968. Il est le capitaine de la tournée en Afrique du Sud. Il connaît sa première cape avec les Lions en 1962 toujours sur le sol sud-africain.
Son neveu, Michael Kiernan, connaît également les honneurs de porter les couleurs de l'Irlande et des Lions.
Tom Kiernan dirige le Munster lors de leur victoire face aux All Blacks en 1978. Le Munster est la seule équipe irlandaise à avoir battu la Nouvelle-Zélande. La victoire sur le score de 12 à 0 a lieu le 31 octobre 1978 à Thomond Park.
Il meurt le 3 février 2022, à l'âge de 83 ans.

## Palmarès
- 54 sélections avec l'Irlande
- Ventilation par année : 5 en 1960, 5 en 1961, 4 en 1962, 4 en 1963, 2 en 1964, 5 en 1965, 4 en 1966, 6 en 1967, 5 en 1968, 4 en 1969, 5 en 1970, 1 en 1971, 3 en 1972, 3 en 1973.
- Quatorze Tournois des Cinq Nations consécutifs disputés: 1960 à 1973 inclus.
- Vainqueur du Tournoi 1973 (victoire partagée).